# Cybinka
Cybinka (germană Ziebingen) este un oraș în Polonia.